# 탕창국
탕창 (宕昌) (417년 - 564년) 은 "탕창강(宕昌羌)"이라고 하는 중국 오호 십육국 시대부터 남북조 시대에 걸쳐서 강족이 세웠던 정권이다. 도성은 탕창성(현재의 당창 현 서쪽)이다. 수장의 성씨는 "양(梁)"이라고 했다.
양근이 탕창왕을 자칭한 것을 초대로 한다. 양근과 그 후계자들은 당시 남북조 정권에 조공해서 책봉을 받고 있었다.
564년 탕창왕 양미정이 종종 북주의 영역을 침범했으므로 북주 무제의 분노를 샀다. 무제가 대장군 전홍에게 명해서 탕창국을 토벌해 그 땅에 탕주(宕州)를 설치해 탕창국은 여기서 멸망했다.

## 탕창의 군주
- 양근 (梁勤) (417년 - 424년)
- 양미홀 (梁彌忽) (424년 - 460년)
- 양호자 (梁虎子) (460년 - 468년)
- 양미치 (梁彌治) (468년 - 478년)
- 양미기 (梁彌機) (478년 - 485년)
- 양미박 (梁彌博) (485년) (505년 - 510년)
- 양미힐 (梁彌頡) (485년 - 488년)
- 양미승 (梁彌承) (488년 - 502년)
- 양미합 (梁弥頜) (502년)
- 양미옹 (梁彌邕) (502년 - 505년)
- 양미태 (梁彌泰) (510년 - 525년)
- 양헌정 (梁仚定) (525년 - 541년)
- 양미정 (梁彌定) (541년 - 550년) (550년 - 564년)
- 양노감 (梁獠甘) (550년)